# بوشقور (التميات)
بوشقور هو دُوَّار يقع بجماعة زكزل، إقليم بركان، جهة الشرق في المملكة المغربية. ينتمي الدوّار لمشيخة التميات التي تضم 5 دواوير. يقدر عدد سكانه بـ 815 نسمة حسب الإحصاء الرسمي للسكان والسكنى لسنة 2004.

## روابط خارجية
- البوابة الوطنية للجماعات الترابية نسخة محفوظة 12 مارس 2018 على موقع واي باك مشين.
- المندوبية السامية للتخطيط